# 曼努埃拉·戈勒
曼努埃拉·戈勒（德語：Manuela Goller，1971年1月5日—），德国女子足球运动员，场上位置是守门员。她曾代表德国国家队参加瑞典举行的1995年国际足联女子世界杯，结果队伍获得亚军。